# Benjamín Domínguez
Benjamín Domínguez (La Plata, 19 de septiembre de 2003) es un futbolista profesional argentino, se desempeña como extremo izquierdo y su equipo actual es Bologna F. C. 1909 de la Serie A.

## Trayectoria

### Gimnasia y Esgrima La Plata
En enero de 2022 firma con Gimnasia y Esgrima La Plata su primer contrato como jugador profesional.
Debutó como profesional con Gimnasia y Esgrima La Plata el 23 de noviembre de 2021, reemplazando a Luis Rodríguez en na victoria como local 5-2 frente a Talleres de Córdoba.
Convirtió su primer gol como profesional ante Independiente el 3 de septiembre de 2022 en la victoria por 3-1
En febrero de 2024, gracias a su presente futbolístico, recibe los elogios de un jugador de clase mundial como Sergio "Kun" Agüero.
El 23 de febrero de 2023, renovó el contrato con Gimnasia y Esgrima hasta diciembre de 2025.
Dejó al Lobo con 10 goles en 87 partidos jugados. En su último partido, el 22 de agosto de 2024, por los octavos de la Copa Argentina ante Barracas Central fue el autor del único gol del cruce, emocionándose y besando el escudo, despidiéndose del club.  

### Bologna
Pese a la búsqueda de Boca, Rosario Central y Racing, además del acercamiento de River y Talleres, el 21 de agosto de 2024 fue vendido al Bologna Football Club. El contrato de la venta de Domínguez es en euros, pero a valor dólar oficial son 4.500.000 más 1.200.000 en bonos por objetivos con un 15% de plusvalía.
El día 23 de agosto de 2024 viajó a Italia para firmar su contrato con el club, válido hasta junio de 2029, y así tener su primer experiencia en una liga europea. 

## Selección nacional

#### Sub-20
Durante el año 2022, fue convocado por Javier Mascherano para entrenar con el seleccionado sub-20.
En el mes de mayo del año 2023, quedó preseleccionado dentro de la nómina de jugadores para la Copa Mundial de Fútbol Sub-20 de 2023. Sin embargo, quedó descartado debido a una lesión que lo hizo estar afuera de las canchas por 3 meses.

## Estadísticas

### Clubes
Actualizado hasta su último partido disputado el 18 de mayo de 2025.
| Club                              | Div.          | Temporada     | Liga  | Liga  | Liga   | Copas nacionales | Copas nacionales | Copas nacionales | Torneos internacionales | Torneos internacionales | Torneos internacionales | Total | Total | Total  |
| Club                              | Div.          | Temporada     | Part. | Goles | Asist. | Part.            | Goles            | Asist.           | Part.                   | Goles                   | Asist.                  | Part. | Goles | Asist. |
| --------------------------------- | ------------- | ------------- | ----- | ----- | ------ | ---------------- | ---------------- | ---------------- | ----------------------- | ----------------------- | ----------------------- | ----- | ----- | ------ |
| Gimnasia y Esgrima (LP) Argentina | 1.ª           | 2021          | 1     | 0     | 0      | —                | —                | —                | —                       | —                       | —                       | 1     | 0     | 0      |
| Gimnasia y Esgrima (LP) Argentina | 1.ª           | 2022          | 16    | 1     | 1      | 10               | 0                | 2                | —                       | —                       | —                       | 26    | 1     | 3      |
| Gimnasia y Esgrima (LP) Argentina | 1.ª           | 2023          | 15    | 2     | 0      | 15               | 0                | 1                | 2                       | 0                       | 0                       | 32    | 2     | 1      |
| Gimnasia y Esgrima (LP) Argentina | 1.ª           | 2024          | 11    | 2     | 1      | 17               | 5                | 0                | —                       | —                       | —                       | 28    | 7     | 1      |
| Gimnasia y Esgrima (LP) Argentina | Total club    | Total club    | 43    | 5     | 2      | 42               | 5                | 3                | 2                       | 0                       | 0                       | 87    | 10    | 5      |
| Bologna F. C. 1909 · Italia       | 1.ª           | 2024-25       | 24    | 3     | 2      | 4                | 1                | 1                | —                       | —                       | —                       | 28    | 4     | 3      |
| Bologna F. C. 1909 · Italia       | Total club    | Total club    | 24    | 3     | 2      | 4                | 1                | 1                | 0                       | 0                       | 0                       | 28    | 4     | 3      |
| Total carrera                     | Total carrera | Total carrera | 67    | 8     | 4      | 46               | 6                | 4                | 2                       | 0                       | 0                       | 115   | 14    | 8      |
| 1. 2. 3.                          |               |               |       |       |        |                  |                  |                  |                         |                         |                         |       |       |        |

## Palmarés

### Títulos nacionales
| Título      | Club               | País   | Año  |
| ----------- | ------------------ | ------ | ---- |
| Copa Italia | Bologna F. C. 1909 | Italia | 2025 |